# Literaturpreis der Stadt Málaga
Der Literaturpreis der Stadt Málaga (auf Spanisch Premio Málaga de Novela) wird seit 2005 von der Stadtverwaltung von Málaga jährlich verliehen. Er ist mit € 18.000 dotiert. Der Preis wird an unveröffentlichte Romane in spanischer Sprache verliehen, die zuvor noch bei keinem anderen Wettbewerb ausgezeichnet und von Autoren beliebiger Nationalität verfasst wurden.

## Liste der Preisträger
- 2005: Miguel Mena für den Roman Días sin tregua
- 2006: Pablo Aranda für den Roman Ucrania
- 2007: Eduardo Jordá, für den Roman Pregúntale a la noche
- 2008: José Ángel Cilleruelo für den Roman Astro desterrado
- 2009: José Luis Ferris für den Roman El sueño de Whitman
- 2011: Sara Mesa für den Roman Un incendio invisible
- 2013: Eva Díaz Pérez für den Roman Adriático
- 2014: Luis Manuel Ruiz für den Roman Temblad villanos
- 2015: Herminia Luque Ortiz für den Roman Amar tanta belleza
- 2016: María Tena für den Roman El novio chino[2]
- 2017: Antonio Fontana, für den Roman Sol poniente[3]
- 2018: Adolfo García Ortega für den Roman Una tumba en el aire
- 2019: Vicente Luis Mora für Centroeuropa
- 2020: Alberto de la Rocha für Los años radicales
- 2021: Mohamed El Morabet für den Roman El invierno de los jilgueros[4]
- 2022: Joaquín Pérez Azaústre für El querido hermano
- 2023: Mario Cuenca Sandoval für Aurora Q
- 2024: Kevon Anothy Legrá für El precio de un ideal